# 叙利亚驻华大使馆
叙利亚驻华大使馆（英語：Embassy of the Syrian Arab Republic, Beijing），是阿拉伯叙利亚共和国在中华人民共和国的最高外交代表机构。馆址位于中国北京市朝阳区三里屯东4街6号。

## 历史
1956年8月1日，叙利亚政府与中华人民共和国建交。次年在北京设立大使馆。1958年2月1日，叙利亚同埃及组成阿拉伯联合共和国，叙驻华使馆撤销。1961年9月28日，叙利亚宣布退出阿拉伯联合共和国，重新在北京设立驻华大使馆并派遣常驻大使。